# Anders Johan Petersson

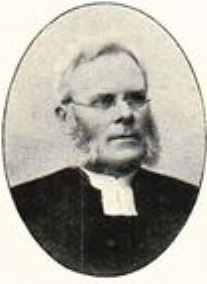
A.J. Petersson.

Anders Johan Petersson, A.J. Petersson, född 22 maj 1843 i Vickleby socken, Kalmar län, död 6 juni 1913 i Uppsala, var en svensk präst. Han var far till David och Natanael Petersson.
Petersson, som var son till en snickare, blev student vid Uppsala universitet 1868 och prästvigdes 1870. Han blev folkskoleinspektör 1870, erhöll indigenatsrätt i Uppsala ärkestift 1873, blev kateket i Stockholm 1874, sekreterare i Evangeliska Fosterlandsstiftelsen samma år, kyrkoherde i Hökhuvuds församling 1879, kyrkoherde i Torsåkers församling 1893 och var kontraktsprost i Gästriklands västra kontrakt 1899–1908. 
Petersson utgav berättelser angående folkskoleväsendet i norra Hälsingland, Evangeliska Fosterlandsstiftelsens årsberättelser, böner och predikningar samt var redaktör för "Budbäraren" 1875–1878 och utgivare av "Barnens Tidning" 1876–1879.